# Pseudolycoriella paludum
Pseudolycoriella paludum är en tvåvingeart som först beskrevs av Frey 1948.  Pseudolycoriella paludum ingår i släktet Pseudolycoriella och familjen sorgmyggor. Arten är reproducerande i Sverige. Inga underarter finns listade i Catalogue of Life.